# Улица Мийны Хярма
У́лица Ми́йны Хя́рма (эст. Miina Härma tänav) — улица в Таллине, столице Эстонии. 

## География
Проходит в микрорайоне Лаагна городского района Ласнамяэ. Начинается рядом с улицей Викерлазе, пересекается с улицей Пауля Пинна, через пешеходный мост Мийны Хярма пересекает магистраль Лаагна, затем пересекается с улицами Вирби и Яана Коорта и заканчивается на перекрёстке с улицей Выру.
Протяжённость — 826 метров.

## История
Улица получила своё название 29 июня 1979 года в честь эстонского композитора и хорового дирижёра Мийны Хярма.

## Застройка
Строения рядом с улицей Мийны Хярма имеют, в основном, регистрационные номера соседних улиц. Девятиэтажные жилые дома №№ 1 и 5 построены в 1980 году, регистрационные номера улицы Мийны Хярма №№ 4, 10, 12 и 12 А имеют автомобильные гаражи, построенные в 1985 году.